# ك. دوغلاس إيفرت
ك. دوغلاس إيفرت هو سياسي كندي، ولد في 14 يونيو 1902، وتوفي في 12 يونيو 1982. انتخب عضو الجمعية التشريعية لنيو برونزويك ‏.